# Ventureño
Ventureño.- Jedna od skupina Chumash Indijanaca, porodica Chumashan, nastanjeno u kalifornijskom okrugu Ventura u Sjedinjenim Državama. Ime Ventureño dano je bandama Chumash Indijanaca nastanjenim u okrugu Ventura koji su sebe nazivali raznim imenima. Pravi Ventureño Indijanci nazivaju sebe Mitskanaka, druge grupe bile su Humaliwu, Muwu, Saticoy, Ojai, Suku i drugi, oni su Chumashi s obale. Danas se obalna skupina također sastoje od više plemena, to su: Oakbrook Indijanci (službeno Oakbrook Band) ili Ish Panesh a ime obuhvaća i Fernandeño Indijance, nesrodno šošonsko pleme s kojima su se udružili pod imenom Ish Panesh. Druga grupa Ventureña su Tejon Chumash, s rezervata Tejon. Ovo je kontinentalna grupa Ventureña, koji su često živjeli u zavadi sa spomenutim obalnim Chumashima, inače nazivanim Lulapin. 
Planinski Tejon Čumaši sastoje se od skupina Tashlipun ili Emigdiano; grupa Kastac s Castac Lake; grupa Moowaykuk ili Uvas i posebna grupa Tecuya, ovi su u stvari militantna skupina obalnih Lulapin Chumasha koji su izbjegli u planinske krajeve. Među Tejon Chumashima danas žive i pripadnici šošonskih plemena Kawaiisu i Kitanemuk a ima i Yokutsa. 

## Sela
Na misiji San Buenaventura imali su sljedeća sela: Aguin, Alloc, Anacbuc, Chihucchihui, Chumpache, Eshulup, Kachyayakuch, Kanwaiakaku, Kinapuke, Lacayamu, Liam, Lisichi, Lojos, Luupsch, Mahow, Malahue, Malico, Matilhja, Miguihui, Miscanaka, Piiru, Sespe, Shishalap, Simi. Sisa, Sisjulcioy, Sissabanonase, Soma, Tapo, Ypuc i Yxaulo.